# Cristian Manea
Cristian Marian Manea (Agigea, 9 agosto 1997) è un calciatore rumeno, difensore del Rapid Bucarest e della nazionale rumena.

## Caratteristiche tecniche
Manea è un terzino destro, in grado di coprire tutti i ruoli del reparto arretrato.

## Carriera

### Club
Il 6 settembre 2020 passa a titolo definitivo al CFR Cluj, firmando un quadriennale.

### Nazionale
Esordisce in nazionale il 31 maggio 2014 contro l'Albania in amichevole, diventando – all'età di 16 anni, 9 mesi e 22 giorni – il più giovane esordiente nella storia della selezione rumena, battendo il precedente primato Grațian Sepi che durava dal 1928. Il record verrà successivamente infranto nel 2021 da Enes Sali (15 anni e 264 giorni).

## Statistiche

### Presenze e reti nei club
Statistiche aggiornate al 2 luglio 2025.
| Stagione                 | Squadra                  | Campionato               | Campionato | Campionato | Coppe nazionali | Coppe nazionali | Coppe nazionali | Coppe continentali | Coppe continentali | Coppe continentali | Altre coppe | Altre coppe | Altre coppe | Totale | Totale |
| Stagione                 | Squadra                  | Comp                     | Pres       | Reti       | Comp            | Pres            | Reti            | Comp               | Pres               | Reti               | Comp        | Pres        | Reti        | Pres   | Reti   |
| ------------------------ | ------------------------ | ------------------------ | ---------- | ---------- | --------------- | --------------- | --------------- | ------------------ | ------------------ | ------------------ | ----------- | ----------- | ----------- | ------ | ------ |
| gen.-giu. 2014           | Viitorul Costanza        | L1                       | 5          | 0          | CR              | -               | -               | -                  | -                  | -                  | -           | -           | -           | 5      | 0      |
| 2014-2015                | Viitorul Costanza        | L1                       | 26         | 2          | CR+CdL          | 1+2             | 0               | -                  | -                  | -                  | -           | -           | -           | 29     | 2      |
| Totale Viitorul Costanza | Totale Viitorul Costanza | Totale Viitorul Costanza | 31         | 2          |                 | 3               | 0               |                    | -                  | -                  |             | -           | -           | 34     | 2      |
| 2015-2016                | Mouscron-Péruwelz        | D1                       | 3+4        | 0          | CB              | 2               | 0               | -                  | -                  | -                  | -           | -           | -           | 9      | 0      |
| 2016-2017                | Mouscron-Péruwelz        | D1                       | 3+5        | 0          | CB              | 1               | 0               | -                  | -                  | -                  | -           | -           | -           | 9      | 0      |
| Totale Mouscron Peruwelz | Totale Mouscron Peruwelz | Totale Mouscron Peruwelz | 15         | 0          |                 | 3               | 0               |                    | -                  | -                  |             | -           | -           | 18     | 0      |
| 2017-2018                | CFR Cluj                 | L1                       | 25+10      | 0          | CR              | 0               | 0               | -                  | -                  | -                  | -           | -           | -           | 35     | 0      |
| 2018-2019                | CFR Cluj                 | L1                       | 24+10      | 1          | CR              | 4               | 0               | UCL+UEL            | 2+3                | 0                  | SR          | 1           | 0           | 44     | 1      |
| 2019-gen. 2020           | FCSB                     | L1                       | 2          | 0          | CR              | 2               | 0               | UEL                | -                  | -                  | -           | -           | -           | 4      | 0      |
| gen.-giu. 2020           | CFR Cluj                 | L1                       | 1+4        | 0          | CR              | -               | -               | UEL                | 2                  | 0                  | SR          | -           | -           | 7      | 0      |
| 2020-2021                | CFR Cluj                 | L1                       | 19+7       | 0          | CR              | 1               | 0               | UCL+UEL            | 0+5                | 0                  | SR          | 1           | 0           | 33     | 0      |
| 2021-2022                | CFR Cluj                 | L1                       | 21+4       | 0+1        | CR              | 0               | 0               | UCL+UEL+UECL       | 5+2+6              | 1+0+0              | SR          | 1           | 0           | 39     | 2      |
| 2022-2023                | CFR Cluj                 | L1                       | 21+10      | 5          | CR              | 1               | 0               | UCL+UECL           | 2+12               | 0                  | SR          | 0           | 0           | 46     | 5      |
| 2023-2024                | CFR Cluj                 | L1                       | 14+9       | 1+1        | CR              | 1               | 0               | UECL               | 2                  | 0                  | -           | -           | -           | 26     | 2      |
| Totale CFR Cluj          | Totale CFR Cluj          | Totale CFR Cluj          | 179        | 9          |                 | 7               | 0               |                    | 41                 | 1                  |             | 3           | 0           | 230    | 10     |
| 2024-2025                | Rapid Bucarest           | L1                       | 22+3       | 1+0        | CR              | 3               | 0               | -                  | -                  | -                  | -           | -           | -           | 28     | 1      |
| 2025-2026                | Rapid Bucarest           | L1                       | 0          | 0          | CR              | 0               | 0               | -                  | -                  | -                  | -           | -           | -           | 0      | 0      |
| Totale carriera          | Totale carriera          | Totale carriera          | 252        | 12         |                 | 18              | 0               |                    | 41                 | 1                  |             | 3           | 0           | 314    | 13     |

### Cronologia presenze e reti in nazionale
| Cronologia completa delle presenze e delle reti in nazionale ― Romania | Cronologia completa delle presenze e delle reti in nazionale ― Romania | Cronologia completa delle presenze e delle reti in nazionale ― Romania | Cronologia completa delle presenze e delle reti in nazionale ― Romania | Cronologia completa delle presenze e delle reti in nazionale ― Romania | Cronologia completa delle presenze e delle reti in nazionale ― Romania | Cronologia completa delle presenze e delle reti in nazionale ― Romania | Cronologia completa delle presenze e delle reti in nazionale ― Romania |
| Data                                                                   | Città                                                                  | In casa                                                                | Risultato                                                              | Ospiti                                                                 | Competizione                                                           | Reti                                                                   | Note                                                                   |
| ---------------------------------------------------------------------- | ---------------------------------------------------------------------- | ---------------------------------------------------------------------- | ---------------------------------------------------------------------- | ---------------------------------------------------------------------- | ---------------------------------------------------------------------- | ---------------------------------------------------------------------- | ---------------------------------------------------------------------- |
| 31-5-2014                                                              | Yverdon                                                                | Albania                                                                | 0 – 1                                                                  | Romania                                                                | Amichevole                                                             | -                                                                      |                                                                        |
| 27-3-2018                                                              | Craiova                                                                | Romania                                                                | 1 – 0                                                                  | Svezia                                                                 | Amichevole                                                             | -                                                                      |                                                                        |
| 5-6-2018                                                               | Ploiești                                                               | Romania                                                                | 2 – 0                                                                  | Finlandia                                                              | Amichevole                                                             | 1                                                                      |                                                                        |
| 10-9-2018                                                              | Belgrado                                                               | Serbia                                                                 | 2 – 2                                                                  | Romania                                                                | UEFA Nations League 2018-2019 - 1º turno                               | -                                                                      |                                                                        |
| 11-10-2018                                                             | Vilnius                                                                | Lituania                                                               | 1 – 2                                                                  | Romania                                                                | UEFA Nations League 2018-2019 - 1º turno                               | -                                                                      |                                                                        |
| 14-10-2018                                                             | Bucarest                                                               | Romania                                                                | 0 – 0                                                                  | Serbia                                                                 | UEFA Nations League 2018-2019 - 1º turno                               | -                                                                      |                                                                        |
| 20-11-2018                                                             | Podgorica                                                              | Montenegro                                                             | 0 – 1                                                                  | Romania                                                                | UEFA Nations League 2018-2019 - 1º turno                               | -                                                                      | 53’                                                                    |
| 23-3-2019                                                              | Solna                                                                  | Svezia                                                                 | 2 – 1                                                                  | Romania                                                                | Qual. Euro 2020                                                        | -                                                                      |                                                                        |
| 8-10-2020                                                              | Reykjavík                                                              | Islanda                                                                | 2 – 1                                                                  | Romania                                                                | Qual. Euro 2020                                                        | -                                                                      |                                                                        |
| 11-10-2020                                                             | Oslo                                                                   | Norvegia                                                               | 4 – 0                                                                  | Romania                                                                | UEFA Nations League 2020-2021 - 1º turno                               | -                                                                      |                                                                        |
| 2-9-2021                                                               | Reykjavík                                                              | Islanda                                                                | 0 – 2                                                                  | Romania                                                                | Qual. Mondiali 2022                                                    | -                                                                      | 69’                                                                    |
| 5-9-2021                                                               | Bucarest                                                               | Romania                                                                | 2 – 0                                                                  | Liechtenstein                                                          | Qual. Mondiali 2022                                                    | 1                                                                      |                                                                        |
| 8-10-2021                                                              | Amburgo                                                                | Germania                                                               | 2 – 1                                                                  | Romania                                                                | Qual. Mondiali 2022                                                    | -                                                                      | 50’                                                                    |
| 11-10-2021                                                             | Bucarest                                                               | Romania                                                                | 1 – 0                                                                  | Armenia                                                                | Qual. Mondiali 2022                                                    | -                                                                      | 66’                                                                    |
| 14-11-2021                                                             | Vaduz                                                                  | Liechtenstein                                                          | 0 – 2                                                                  | Romania                                                                | Qual. Mondiali 2022                                                    | -                                                                      |                                                                        |
| 29-3-2022                                                              | Netanya                                                                | Israele                                                                | 2 – 2                                                                  | Romania                                                                | Amichevole                                                             | -                                                                      |                                                                        |
| 7-6-2022                                                               | Zenica                                                                 | Bosnia ed Erzegovina                                                   | 1 – 0                                                                  | Romania                                                                | UEFA Nations League 2022-2023 - 1º turno                               | -                                                                      | 81’                                                                    |
| 14-6-2022                                                              | Bucarest                                                               | Romania                                                                | 0 – 3                                                                  | Montenegro                                                             | UEFA Nations League 2022-2023 - 1º turno                               | -                                                                      | 90+2’                                                                  |
| 17-11-2022                                                             | Cluj-Napoca                                                            | Romania                                                                | 1 – 2                                                                  | Slovenia                                                               | Amichevole                                                             | -                                                                      |                                                                        |
| 20-11-2022                                                             | Chișinău                                                               | Moldavia                                                               | 0 – 5                                                                  | Romania                                                                | Amichevole                                                             | -                                                                      | 70’                                                                    |
| 28-3-2023                                                              | Bucarest                                                               | Romania                                                                | 2 – 1                                                                  | Bielorussia                                                            | Qual. Euro 2024                                                        | -                                                                      |                                                                        |
| 16-6-2023                                                              | Pristina                                                               | Kosovo                                                                 | 0 – 0                                                                  | Romania                                                                | Qual. Euro 2024                                                        | -                                                                      |                                                                        |
| 19-6-2023                                                              | Lucerna                                                                | Svizzera                                                               | 2 – 2                                                                  | Romania                                                                | Qual. Euro 2024                                                        | -                                                                      |                                                                        |
| 9-9-2023                                                               | Bucarest                                                               | Romania                                                                | 1 – 1                                                                  | Israele                                                                | Qual. Euro 2024                                                        | -                                                                      |                                                                        |
| 22-3-2024                                                              | Bucarest                                                               | Romania                                                                | 1 – 1                                                                  | Irlanda del Nord                                                       | Amichevole                                                             | -                                                                      |                                                                        |
| Totale                                                                 |                                                                        | Presenze                                                               | 25                                                                     |                                                                        | Reti                                                                   | 2                                                                      |                                                                        |

## Palmarès

### Club

#### Competizioni nazionali
- Campionato rumeno: 5

CFR Cluj: 2017-2018, 2018-2019, 2019-2020, 2020-2021, 2021-2022
- Supercoppa di Romania: 2

CFR Cluj: 2018, 2020